# Campanile di Val Montanaia
Der Campanile di Val Montanaia ist ein 2173 m s.l.m. hoher Berg am Ende des Val Montanaia in den Friauler Dolomiten in Italien. Die 300 Meter hohe, nur 50 bis 60 Meter breite Felsnadel hat durch ihre außergewöhnliche, an einen Campanile erinnernde Form, Bekanntheit erlangt.

## Tourismus
Erreichbar ist der Campanile über die Ortschaft Cimolais, wenige Kilometer östlich des Ortes Longarone, der an der Strada Statale 51 di Alemagna liegt. Von Cimolais aus führt der Weg zum Campanile durch das Val Cimoliana (mautpflichtige Strecke), von dem das Val Montanaia ein Nebental ist. Am Taleingang befindet sich die Hütte Rifugio Pordenone (1249 m, CAI). Unmittelbar nördlich des Campanile steht in 2060 Metern Höhe die Biwakschachtel Bivacco Giuliano Perugini.
Unmittelbar am Campanile di Val Montanaia vorbei führt der Dolomiten-Höhenweg Nummer sechs, der wegen seiner Abgeschiedenheit auch Weg der Stille genannt wird.
Der Normalweg auf den Campanile führt im Schwierigkeitsgrad V- (UIAA), nach anderen Angaben nur III-IV, von Süden über die Westwand zum Gipfel. Es gibt weitere Routen bis zum Schwierigkeitsgrad VII+.
Auf dem Gipfel befindet sich neben einer Madonnenstatue auch eine Glocke, die von ankommenden Kletterern geläutet wird.

## Geschichte
Rudolf Reschreiter machte den Berg um 1900 erstmals in Klettererkreisen bekannt. Er kam wegen seines unterhalb des Gipfels ringförmig umlaufenden Bandes mit überhängendem Fels bald im Ruf, „unbesteigbar“ zu sein. Am 7. September 1902 unternahmen die Italiener Napoleone Cozzi und Alberto Zanutti einen ersten Versuch und gelangten bis über die Schlüsselstelle, fanden jedoch keinen Weg auf das Ringband. Zehn Tage später entdeckten die Österreicher Günther von Saar und Victor Wolf von Glanvell nach einer Besprechung mit Cozzi und Zanutti den Quergang auf die Westseite, von dem aus das Ringband erreichbar war und konnten die Erstbesteigung des Campanile durchführen. Ihr Anstieg gilt bis heute als Normalweg.
Am 19. September 1926 wurde die Gipfelglocke mit der lateinischen Inschrift Audentis resonant per me loca muta triumpho (etwa: „Durch mich hallen die stillen Orte wider vom Triumph des Wagemutigen“) errichtet.
Der Alpinist und Filmregisseur Severino Casara nannte den Berg den „schönsten Campanile der Welt“. Er sei in seiner Form „eine der ungewöhnlichsten Berggestalten nicht nur Europas, sondern wahrscheinlich der Welt“, urteilte der Buchautor Helmut Lang. Der Alpenmaler und Bergsteiger Edward Theodore Compton verlieh ihm den Beinamen „Der unlogischste Berg der Welt“. Napoleone Cozzi beschrieb den Turm als „versteinerten Schrei eines Verdammten“.